# 紫兴街道
紫兴街道是中华人民共和国贵州省貴陽市开阳县下辖的一个街道办事处。2020年5月14日，成立紫兴街道，辖原城关镇蒋家寨居委会、顶方村、群兴村、鱼上村。

## 行政区划
紫兴街道下辖以下村级行政区划单位：
蒋家寨社区、群兴村、鱼上村、顶方村。